# Oxya serrulata
Oxya serrulata är en insektsart som beskrevs av Krauss 1890. Oxya serrulata ingår i släktet Oxya och familjen gräshoppor.

## Underarter
Arten delas in i följande underarter:
- O. s. serrulata
- O. s. minor